# 요리 베이스
요리 베이스(cooking base)는 요리에서 미리 국물 등을 낼 재료를 만들어놓은 것으로, 그 일종으로 국물을 내는 국물 베이스(soup base)가 있다. 라면스프도 국물 베이스의 일종이다.

## 같이 보기
- 국물 큐브